# Caesars forum

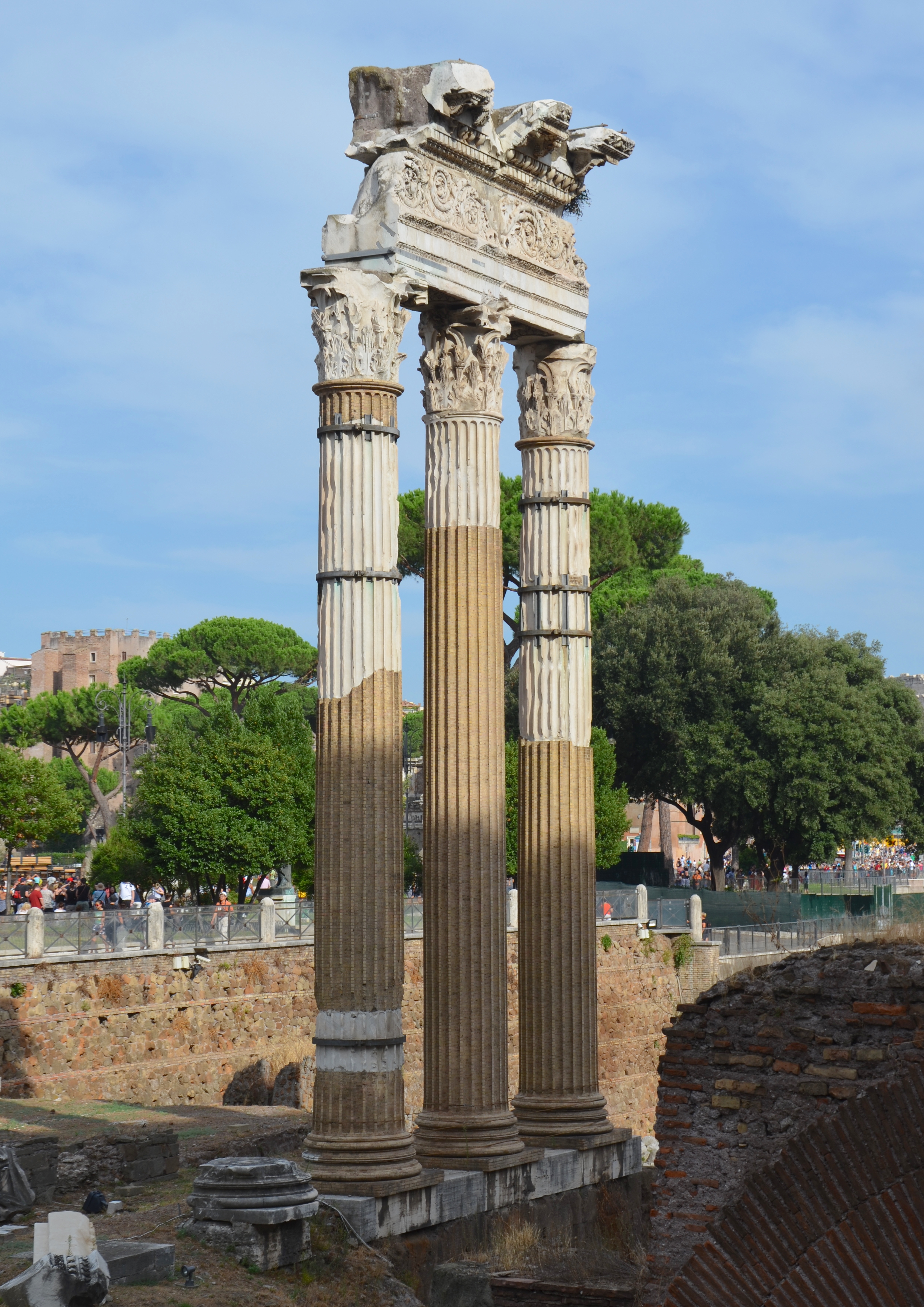
Caesars forum i dag. I mitten tre rekonstruerade kolonner från Venus Genetrix tempel.

Caesars forum började anläggas av Julius Caesar år 51 f.Kr. i direkt anslutning till den nybyggda Curian och fullbordades av Augustus år 29 f.Kr. 
Det består av en rektangulär öppen plats omgiven av en portik med dubbla rader av kolonner. Ingången var från kortsidan mot Argiletum, gatan som förband Forum Romanum med det tätbefolkade området Suburra och med patricierkvarteren på Esquilinen. På den motsatta kortsidan reste sig ett tempel invigt åt Venus Genetrix, det vill säga stammodern; den juliska ätten ansåg sig härstamma från Venus, Aeneas mor. 
Affärslokaler var inhysta på långsidan mot Capitolium, där Clivus Argentarius ("bankirgatan") passerade. De tre uppresta korintiska kolonnerna är från templets ombyggnad år 113 e.Kr., när arbetena med Trajanus forum bredvid gjorde en omstrukturering nödvändig; templet hade legat med baksidan mot en ås, som nu schaktades bort.